# Xamir
Xamir (hebreu: קיבוץ שמיר) és un quibuts situat al nord de Galilea, a Israel. Està situat a l'oest dels Alts del Golan, i pertany al Consell Regional del Nord de Galilea. L'any 2006 tenia 608 persones.

## Història

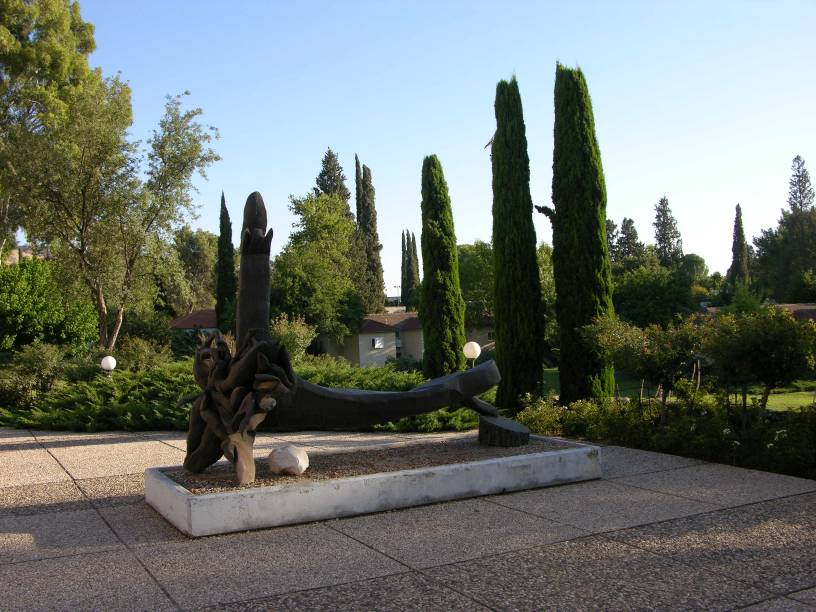
Memorial en el Quibuts Xamir.

El quibuts fou establert el 1944 per un petit grup d'immigrants romanesos. La primera generació de colons eren membres de les joventuts del moviment sionista socialista Ha-Xomer ha-Tsaïr. Després de la Guerra araboisraeliana de 1948, l'ONU va establir la frontera entre Israel i Síria, aquesta frontera passa tan sols a uns pocs centenars de metres a l'est del quibuts.
El 13 de juny de 1974, quatre militants del Front Popular per a l'Alliberament de Palestina-Comandament General van entrar per la frontera entre el Líban i Israel i van envair el quibuts.
Els agressors van entrar en un dels edificis del quibuts i van disparar a Edna Mor (que estava embarassada) i a Shoshana Galili. Els combatents van continuar disparant a l'atzar. Judith Sinton, una voluntària de Nova Zelanda, tornava del rusc després d'esmorzar i va ser assassinada per un terrorista.
Els membres del quibuts van agafar les seves armes i van córrer en la direcció d'on venien els trets. En la batalla que va seguir, els quatre terroristes van ser assassinats pels membres del quibuts.

## Economia

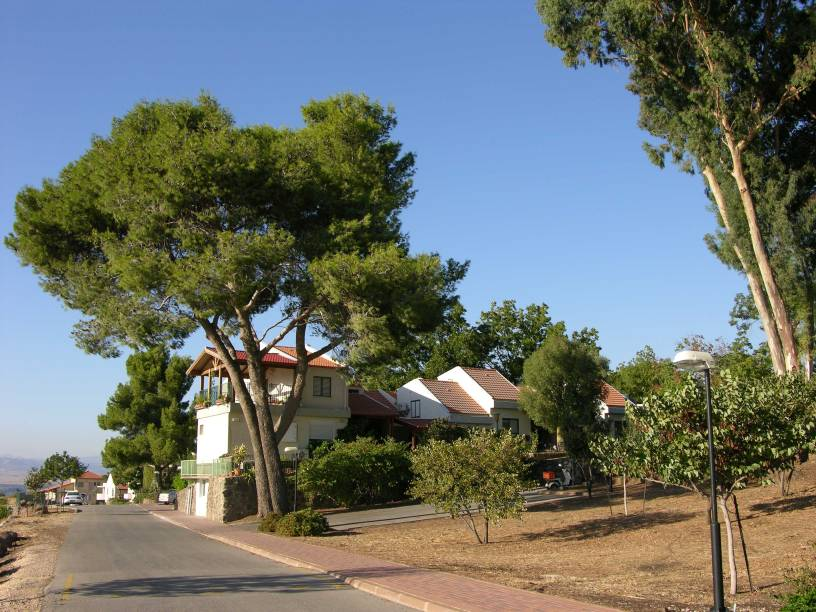
Cases del Quibuts Xamir.

Xamir és un dels quibuts més prospers d'Israel, produeix mel, articles d'higiene personal, i productes òptics. L'empresa òptica, Shamir Lens és una companyia que cotitza a la borsa, i en el NASDAQ. El Quibuts també rep ingressos del turisme, ofereix vistes del Mont Hermon i la Vall d'Hula.

## Llocs d'interès
Són de notable interès, les pedres del segle iii amb inscripcions gregues i diversos dòlmens que hi ha a la rodalia del Quibuts. 